# Cañete la Real
Cañete la Real ist eine Gemeinde (municipio) mit 1.587 Einwohnern (Stand: 2024) in der Provinz Málaga in der Autonomen Region Andalusien im Süden Spaniens. 

## Geographie
Die Gemeinde liegt etwa 100 km von der Hauptstadt Málaga entfernt. Almargen ist eine der nordwestlichsten Ortschaften der Provinz. Sie grenzt an die Provinzen Sevilla und Cádiz. Sie gehört zur Comarca Guadalteba. Der Ort grenzt an die Gemeinden Alcalá del Valle, Algámitas, Almargen, Ardales, El Burgo, Cuevas del Becerro, Olvera, Ronda, El Saucejo, Setenil de las Bodegas und Teba. 

## Geschichte
In der Römerzeit hieß der Ort Flavia Sabora, nach dem Kaiser Flavius Vespasian, welcher dem Ort im Jahre 79 zum Verwaltungsbezirk ernannte. Zur Zeit von Al-Andalus nahm er den Namen Hins Cannit oder Qanit an. Er wurde im Jahre 1330 von Alfons XI. von Kastilien erobert, fiel jedoch bald wieder unter maurische Herrschaft zurück. Er gelang schließlich 1407 endgültig unter die Herrschaft der Christen und gelangte bis ins 19. Jahrhundert in Feudalbesitz.

## Bevölkerungsentwicklung
| 1842  | 1900  | 1950  | 1980  | 1990  | 2000  | 2010  | 2020  |
| ----- | ----- | ----- | ----- | ----- | ----- | ----- | ----- |
| 3.575 | 4.907 | 5.478 | 2.374 | 2.341 | 2.178 | 1.949 | 1.632 |

## Sehenswürdigkeiten
- Kirche San Sebastián
- Kloster San Francisco
- Kloster El Sacramento